# ISSF World Cup 2024
Der ISSF World Cup 2024, bestehend aus sechs World Cups und dem abschließenden World Cup Finale, fand vom 24. Januar bis 18. Oktober 2024 in sieben Städten für die Disziplinen Gewehr, Pistole und Wurftauben statt.

## Austragungsorte und zeitlicher Ablauf
| Nr. | Datum         | Ort              | Disziplin                              | Austragungsort                                     |
| --- | ------------- | ---------------- | -------------------------------------- | -------------------------------------------------- |
| 1   | 24.1. – 1.2.  | Kairo            | Gewehr/Pistole/Flinte                  | Egyptian International Olympic City Shooting Range |
| 2   | 4.2 – 13.2.   | Rabat            | Flinte                                 | Club Les Chênes Shooting Range                     |
| 3   | 10.2. – 18.2. | Granada          | Gewehr/Pistole                         | CEAR de Tiro Olimpico Juan Carlos I                |
| 4   | 1.5. – 12.5.  | Baku             | Gewehr/Pistole/Flinte                  | Olympische Schießbahn Baku                         |
| 5   | 31.5. – 6.6.  | München          | Gewehr/Pistole                         | Olympia-Schießanlage Garching-Hochbrück            |
| 6   | 10.6. – 19.6. | Lonato del Garda | Flinte                                 | Trap Concaverde                                    |
| 7   | 13. - 18.10.  | Neu-Delhi        | World Cup Finale Gewehr/Pistole/Flinte | Dr Karni Singh Shooting Range                      |

## Ergebnisse

### Gewehr

#### Männer
| 10 m Luftgewehr | 10 m Luftgewehr | 10 m Luftgewehr       | 10 m Luftgewehr | 10 m Luftgewehr |
| Nr.             | Wettbewerb      | Gold                  | Silber          | Bronze          |
| --------------- | --------------- | --------------------- | --------------- | --------------- |
| 1               | Kairo           | Divyansh Singh Panwar | Danilo Sollazzo | Lazar Kovačević |
| 2               | Granada         | Jiří Přívratský       | István Péni     | Edoardo Bonazzi |
| 3               | Baku            | Sheng Lihao           | Du Linshu       | Park Ha-jun     |
| 4               | München         | Sheng Lihao           | Patrik Jany     | Martin Strempfl |
| Finale          | Neu-Delhi       | Sheng Lihao           | István Péni     | Jiří Přívratský |

| 50 m Kleinkaliber Dreistellungskampf | 50 m Kleinkaliber Dreistellungskampf | 50 m Kleinkaliber Dreistellungskampf | 50 m Kleinkaliber Dreistellungskampf | 50 m Kleinkaliber Dreistellungskampf |
| Nr.                                  | Wettbewerb                           | Gold                                 | Silber                               | Bronze                               |
| ------------------------------------ | ------------------------------------ | ------------------------------------ | ------------------------------------ | ------------------------------------ |
| 1                                    | Kairo                                | Jiří Přívratský                      | Romain Aufrère                       | Akhil Sheoran                        |
| 2                                    | Granada                              | Liu Yukun                            | Du Linshu                            | Lucas Kryzs                          |
| 3                                    | Baku                                 | Liu Yukun                            | Alexander Schmirl                    | Jiří Přívratský                      |
| 4                                    | München                              | Ole Martin Halvorsen                 | István Péni                          | Jon-Hermann Hegg                     |
| Finale                               | Neu-Delhi                            | István Péni                          | Jiří Přívratský                      | Akhil Sheoran                        |

#### Frauen
| 10 m Luftgewehr | 10 m Luftgewehr | 10 m Luftgewehr | 10 m Luftgewehr   | 10 m Luftgewehr   |
| Nr.             | Wettbewerb      | Gold            | Silber            | Bronze            |
| --------------- | --------------- | --------------- | ----------------- | ----------------- |
| 1               | Kairo           | Anna Janßen     | Sonam Maskar      | Aneta Stankiewicz |
| 2               | Granada         | Kwon Eun-ji     | Pernille Nor-Woll | Anna Janßen       |
| 3               | Baku            | Keum Ji-hyeon   | Wang Zifei        | Han Jiayu         |
| 4               | München         | Huang Yuting    | Ban Hyo-jin       | Han Jiayu         |
| Finale          | Neu-Delhi       | Huang Yuting    | Sonam Maskar      | Océanne Muller    |

| 50 m Kleinkaliber Dreistellungskampf | 50 m Kleinkaliber Dreistellungskampf | 50 m Kleinkaliber Dreistellungskampf | 50 m Kleinkaliber Dreistellungskampf | 50 m Kleinkaliber Dreistellungskampf |
| Nr.                                  | Wettbewerb                           | Gold                                 | Silber                               | Bronze                               |
| ------------------------------------ | ------------------------------------ | ------------------------------------ | ------------------------------------ | ------------------------------------ |
| 1                                    | Kairo                                | Seonaid McIntosh                     | Chiara Leone                         | Emely Jäggi                          |
| 2                                    | Granada                              | Anna Janßen                          | Nina Christen                        | Han Jiayu                            |
| 3                                    | Baku                                 | Seonaid McIntosh                     | Xia Siyu                             | Anna Janßen                          |
| 4                                    | München                              | Seonaid McIntosh                     | Han Jiayu                            | Sift Kaur Samra                      |
| Finale                               | Neu-Delhi                            | Rikke Ibsen                          | Jeanette Hegg Duestad                | Han Jiayu                            |

#### Mixed
| 10 m Luftgewehr | 10 m Luftgewehr | 10 m Luftgewehr                  | 10 m Luftgewehr                        | 10 m Luftgewehr                  |
| Nr.             | Wettbewerb      | Gold                             | Silber                                 | Bronze                           |
| --------------- | --------------- | -------------------------------- | -------------------------------------- | -------------------------------- |
| 1               | Kairo           | Seonaid McIntosh Dean Bale       | Sonam Maskar Arjun Babuta              | Anna Janssen Maximilian Ulbrich  |
| 2               | Granada         | Anna Janßen Maximilian Dallinger | Isabelle Johansson Marcus Madsen       | Eszter Mészáros István Péni      |
| 3               | Baku            | Huang Yuting Sheng Lihao         | Han Jiayu Du Linshu                    | Sofia Ceccarello Danilo Sollazzo |
| 4               | München         | Huang Yuting Sheng Lihao         | Jeanette Hegg Duestad Jon-Hermann Hegg | Han Jiayu Du Linshu              |

### Pistole

#### Männer
| 10 m Luftpistole | 10 m Luftpistole | 10 m Luftpistole | 10 m Luftpistole   | 10 m Luftpistole      |
| Nr.              | Wettbewerb       | Gold             | Silber             | Bronze                |
| ---------------- | ---------------- | ---------------- | ------------------ | --------------------- |
| 1                | Kairo            | Lim Ho-jin       | Samuil Donkow      | Lauris Strautmanis    |
| 2                | Granada          | Juraj Tužinský   | Lauris Strautmanis | Buğra Selimzade       |
| 3                | Baku             | Xie Yu           | Robin Walter       | Zhang Bowen           |
| 4                | München          | Sarabjot Singh   | Bu Shuaihang       | Robin Walter          |
| Finale           | Neu-Delhi        | Xie Yu           | Robin Walter       | Federico Nilo Maldini |

| 25 m Schnellfeuerpistole | 25 m Schnellfeuerpistole | 25 m Schnellfeuerpistole | 25 m Schnellfeuerpistole | 25 m Schnellfeuerpistole |
| Nr.                      | Wettbewerb               | Gold                     | Silber                   | Bronze                   |
| ------------------------ | ------------------------ | ------------------------ | ------------------------ | ------------------------ |
| 1                        | Kairo                    | Song Jong-ho             | Nikita Chiryukin         | Florian Peter            |
| 2                        | Granada                  | Martin Podhráský         | Wang Xinjie              | Clément Bessaguet        |
| 3                        | Baku                     | Li Yuehong               | Clément Bessaguet        | Song Jong-ho             |
| 4                        | München                  | Li Yuehong               | Christian Reitz          | Clément Bessaguet        |
| Finale                   | Neu-Delhi                | Li Yuehong               | Florian Peter            | Wang Xinjie              |

#### Frauen
| 10 m Luftpistole | 10 m Luftpistole | 10 m Luftpistole     | 10 m Luftpistole | 10 m Luftpistole  |
| Nr.              | Wettbewerb       | Gold                 | Silber           | Bronze            |
| ---------------- | ---------------- | -------------------- | ---------------- | ----------------- |
| 1                | Kairo            | Anna Korakaki        | Anuradha Devi    | Irina Yunusmetova |
| 2                | Granada          | Klaudia Breś         | Andrea Ibarra    | Manu Bhaker       |
| 3                | Baku             | Camille Jedrzejewski | Kim Ye-ji        | Jiang Ranxin      |
| 4                | München          | Zorana Arunović      | Jiang Ranxin     | Li Xue            |
| Finale           | Neu-Delhi        | Camille Jedrzejewski | Liu Heng-yu      | Hala Elgohari     |

| 25 m Pistole | 25 m Pistole | 25 m Pistole         | 25 m Pistole         | 25 m Pistole   |
| Nr.          | Wettbewerb   | Gold                 | Silber               | Bronze         |
| ------------ | ------------ | -------------------- | -------------------- | -------------- |
| 1            | Kairo        | Doreen Vennekamp     | Anna Korakaki        | Veronika Major |
| 2            | Granada      | Yang Ji-in           | Zhao Nan             | Josefin Eder   |
| 3            | Baku         | Kim Ye-ji            | Yang Ji-in           | Josefin Eder   |
| 4            | München      | Camille Jedrzejewski | Doreen Vennekamp     | Kim Ye-ji      |
| Finale       | Neu-Delhi    | Josefin Eder         | Camille Jedrzejewski | Feng Sixuan    |

#### Mixed
| 10 m Luftpistole | 10 m Luftpistole | 10 m Luftpistole                 | 10 m Luftpistole                   | 10 m Luftpistole                     |
| Nr.              | Wettbewerb       | Gold                             | Silber                             | Bronze                               |
| ---------------- | ---------------- | -------------------------------- | ---------------------------------- | ------------------------------------ |
| 1                | Kairo            | Rhythm Sangwan Ujjawal Malik     | Elmira Karapetjan Benik Chlghatjan | Irina Yunusmetova Valeriy Rakhimzhan |
| 2                | Granada          | Sandra Reitz Michael Schwald     | Miroslawa Mintschewa Samuil Donkow | Klaudia Breś Grzegorz Długosz        |
| 3                | Baku             | İsmail Keleş Şimal Yılmaz        | Valeriya Popelova Eldar Imankulov  | Li Xue Xie Yu                        |
| 4                | München          | Şevval İlayda Tarhan Yusuf Dikec | Jiang Ranxin Xie Yu                | Oh Ye-jin Lee Won-ho                 |

### Flinte

#### Männer
| Trap   | Trap             | Trap                  | Trap          | Trap             |
| Nr.    | Wettbewerb       | Gold                  | Silber        | Bronze           |
| ------ | ---------------- | --------------------- | ------------- | ---------------- |
| 1      | Kairo            | Alberto Fernandez     | Diego Valeri  | Oğuzhan Tüzün    |
| 2      | Rabat            | Azmy Mehelba          | Ben Llewellin | Sven Korte       |
| 3      | Baku             | James Willett         | Filip Marinov | Jean Pierre Brol |
| 4      | Lonato del Garda | Matthew Coward-Holley | Daniele Resca | Yu Haicheng      |
| Finale | Neu-Delhi        | Ying Qi               | Vivaan Kapoor | Tolga Tuncer     |

| Skeet  | Skeet            | Skeet             | Skeet              | Skeet                  |
| Nr.    | Wettbewerb       | Gold              | Silber             | Bronze                 |
| ------ | ---------------- | ----------------- | ------------------ | ---------------------- |
| 1      | Kairo            | Azmy Mehelba      | Ben Llewellin      | Sven Korte             |
| 2      | Rabat            | Tammaro Cassandro | Vincent Hancock    | Daniel Korčák          |
| 3      | Baku             | Lyu Jianlin       | Federico Gil       | Ben Llewellin          |
| 4      | Lonato del Garda | Jesper Hansen     | Conner Lynn Prince | Rashid Saleh Al-Athba  |
| Finale | Neu-Delhi        | Tammaro Cassandro | Gabriele Rossetti  | Anantjeet Singh Naruka |

#### Frauen
| Trap   | Trap             | Trap                     | Trap               | Trap                       |
| Nr.    | Wettbewerb       | Gold                     | Silber             | Bronze                     |
| ------ | ---------------- | ------------------------ | ------------------ | -------------------------- |
| 1      | Kairo            | Mariya Dmitriyenko       | Fátima Gálvez      | Alessandra Perilli         |
| 2      | Rabat            | Jessica Rossi            | Alessandra Perilli | Ryann Paige Phillips       |
| 3      | Baku             | Ray Bassil               | Penny Smith        | Erica Sessa                |
| 4      | Lonato del Garda | Zuzana Rehák-Štefečeková | Fátima Gálvez      | Catherine Skinner          |
| Finale | Neu-Delhi        | Alessandra Perilli       | Erica Sessa        | Safiye Sarıtürk Temizdemir |

| Skeet  | Skeet            | Skeet             | Skeet           | Skeet              |
| Nr.    | Wettbewerb       | Gold              | Silber          | Bronze             |
| ------ | ---------------- | ----------------- | --------------- | ------------------ |
| 1      | Kairo            | Samantha Simonton | Martina Maruzzo | Reem Al-Sharshani  |
| 2      | Rabat            | Simona Scocchetti | Martina Maruzzo | Lucie Anastassiou  |
| 3      | Baku             | Austen Smith      | Martina Maruzzo | Danka Barteková    |
| 4      | Lonato del Garda | Diana Bacosi      | Dania Vizzi     | Austen Jewel Smith |
| Finale | Neu-Delhi        | Samantha Simonton | Diana Bacosi    | Lucie Anastassiou  |

#### Mixed
| Skeet | Skeet            | Skeet                                   | Skeet                                    | Skeet                                 |
| Nr.   | Wettbewerb       | Gold                                    | Silber                                   | Bronze                                |
| ----- | ---------------- | --------------------------------------- | ---------------------------------------- | ------------------------------------- |
| 1     | Kairo            | Rashid Saleh Al-Athba Reem Al-Sharshani | Éric Delaunay Lucie Anastassiou          | Luis Raúl Gallardo Gabriela Rodríguez |
| 2     | Rabat            | Vincent Hancock Kimberly Rhode          | Yaroslav Startsev Elizaveta Boiarshinova | Tomáš Nýdrle Martina Kučerová         |
| 3     | Baku             | Hector Flores Francisca Crovetto        | Dustan Taylor Dania Vizzi                | Joshua Bell Aislin Jones              |
| 4     | Lonato del Garda | Vincent Hancock Austen Smith            | Abdullah Al-Rashidi Eman Al-Shamaa       | Marcus Svensson Victoria Larsson      |

## Medaillenspiegel
| Platz  | Land                   | Gold | Silber | Bronze | Gesamt |
| ------ | ---------------------- | ---- | ------ | ------ | ------ |
| 01     | Volksrepublik China    | 16   | 11     | 12     | 39     |
| 02     | Italien                | 6    | 9      | 4      | 19     |
| 03     | Deutschland            | 6    | 5      | 8      | 19     |
| 04     | Südkorea               | 6    | 3      | 4      | 13     |
| 05     | Vereinigte Staaten     | 5    | 4      | 2      | 11     |
| 06     | Vereinigtes Königreich | 5    | 1      | 1      | 7      |
| 07     | Indien                 | 3    | 5      | 5      | 13     |
| 08     | Frankreich             | 3    | 4      | 6      | 13     |
| 09     | Tschechien             | 3    | 2      | 4      | 9      |
| 10     | Slowakei               | 2    | 2      | 1      | 5      |
| 11     | Türkei                 | 2    | —      | 4      | 6      |
| 12     | Dänemark               | 2    | —      | —      | 2      |
| 13     | Ungarn                 | 1    | 3      | 2      | 6      |
| 14     | Norwegen               | 1    | 3      | 1      | 5      |
| 15     | Kasachstan             | 1    | 2      | 2      | 5      |
| 16     | Spanien                | 1    | 2      | —      | 3      |
| 17     | Australien             | 1    | 1      | 3      | 5      |
| 18     | San Marino             | 1    | 1      | 1      | 3      |
| 19     | Griechenland           | 1    | 1      | —      | 2      |
| 20     | Polen                  | 1    | —      | 2      | 3      |
| 20     | Katar                  | 1    | —      | 2      | 3      |
| 22     | Ägypten                | 1    | —      | 1      | 2      |
| 22     | Serbien                | 1    | —      | 1      | 2      |
| 24     | Chile                  | 1    | —      | —      | 1      |
| 24     | Libanon                | 1    | —      | —      | 1      |
| 26     | Schweiz                | —    | 2      | 1      | 3      |
| 27     | Bulgarien              | —    | 2      | —      | 2      |
| 28     | Österreich             | —    | 1      | 1      | 2      |
| 28     | Lettland               | —    | 1      | 1      | 2      |
| 28     | Mexiko                 | —    | 1      | 1      | 2      |
| 28     | Schweden               | —    | 1      | 1      | 2      |
| 32     | Argentinien            | —    | 1      | —      | 1      |
| 32     | Chinesisch Taipeh      | —    | 1      | —      | 1      |
| 32     | Georgien               | —    | 1      | —      | 1      |
| 32     | Kuwait                 | —    | 1      | —      | 1      |
| 32     | Guatemala              | —    | —      | 1      | 1      |
| Gesamt | Gesamt                 | 72   | 72     | 72     | 216    |